# Françoise Amiaud
Françoise Amiaud, née le 29 mars 1961 à Nantes en Loire-Atlantique, est une ancienne joueuse professionnelle de basket-ball. Elle évoluait au poste d'ailière.

## Biographie
Françoise Amiaud, vendéenne ayant fait ses premiers pas de basketteuse à la Jeanne d'Arc de Montaigu, n'aura connu qu'un seul club durant sa carrière, le Racing Club de France. Elle fut la première joueuse salariée en France en 1986.
Elle finit sept fois vice-championne de France.
Enseignante au centre sportif de l'Université Paris Ouest Nanterre La Défense, Françoise Amiaud est membre du comité directeur de la fédération française de basket-ball (FFBB) et vice-présidente de la LFB depuis novembre 2016. 

### Club
- 1982 - 1997 :  Racing Club de France

## Palmarès
- Championne de France N3 (1997)
- Médaille d'or aux Jeux de la Francophonie féminin (1989)
- Coupe de France (1984)

## Distinctions
- Coq d'or de la FFBB (2006)
- Médaille d'or de la Jeunesse et Sport (2006)